# سیارک ۱۹۰۲۲
سیارک ۱۹۰۲۲ (به انگلیسی: 19022 Penzel، نامگذاری:2000SR44) نوزده هزار و بیست و دومین سیارک کشف شده‌است که در ۲۶ سپتامبر ۲۰۰۰ کشف شد.
قدر مطلق سیارک برابر ۱۵٫۱۰ است.